# Линия Молотова
Г. К. Жуков о линии Молотова

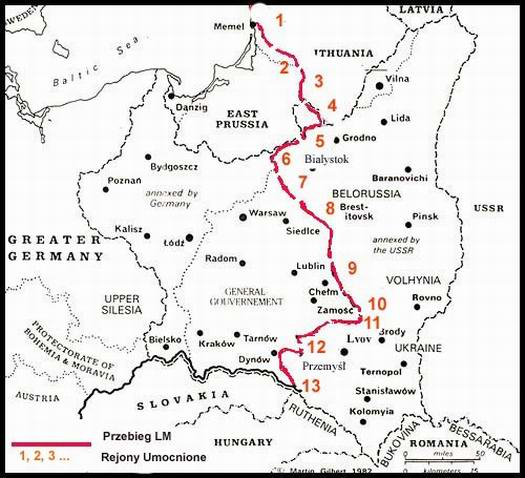
Линия Молотова и укрепленные районы на ней (1939—1941 годы)

Я хотел бы остановиться на судьбе новых и старых укрепленных районов (УРов). К строительству новых укрепленных районов на западной границе приступили в начале 1940 года. Проект строительства УРов был утвержден И. В. Сталиным по докладу К. Е. Ворошилова и Б. М. Шапошникова.

Строительство укрепленных районов к июню 1941 года завершено не было.

К началу войны удалось построить около 2500 железобетонных сооружений, из коих 1000 была вооружена УРовской артиллерией, а остальные 1500 — только пулемётами.

Если говорить об Украине, то в наибольшей боевой готовности в июне 1941 года находились Рава-Русский и Перемышльский районы, которые в первые дни войны сыграли весьма положительную роль, о чем будет сказано дальше.

Теперь я хочу внести ясность в вопрос о снятии артиллерийского вооружения со старых укрепленных районов.

В феврале-марте 1941 года на Главном военном совете Красной Армии дважды обсуждалось, как быстрее закончить строительство новых УРов и их вооружение. Мне хорошо запомнились острые споры, развернувшиеся на заседании совета. Но как ни спорили, а практического выхода для ускорения производства УРовской артиллерии и обеспечения необходимой УРовской аппаратурой найдено не было.

Тогда заместитель наркома по вооружению маршал Г. И. Кулик и заместитель наркома по УРам маршал Б. М. Шапошников, а также член Главного военного совета А. А. Жданов внесли предложение снять часть УРовской артиллерии с некоторых старых укрепленных районов и перебросить её для вооружения новых строящихся укрепленных районов. Нарком обороны маршал С. К. Тимошенко и я не согласились с этим предложением, указав на то, что старые УРы еще могут пригодиться. Да и артиллерия старых УРов по своей конструкции не соответствовала новым дотам.

Ввиду разногласий, возникших на Главном военном совете, вопрос был доложен И. В. Сталину. Согласившись с мнением Г. И. Кулика, Б. М. Шапошникова, А. А. Жданова, он приказал снять часть артиллерийского вооружения с второстепенных участков и перебросить его на западное и юго-западное направления, временно приспособив эту конструктивно устаревшую артиллерию для новых сооружений.

Старые УРы были построены в период 1929—1935 годов. Долговременные огневые точки в основном были вооружены пулеметами. В 1938—1939 годах ряд дотов был усилен артиллерийскими системами. Решением Главного военного совета Красной Армии от 15 ноября 1939 года штатная численность войск старых укрепленных районов должна была сократиться больше чем на одну треть. Теперь с некоторых участков снималось артиллерийское вооружение.

Однако после вторичного доклада И. В. Сталину нам было разрешено сохранить на разоружаемых участках часть артиллерийского вооружения.

По вопросу об УРах, строительство которых началось в 1938—1939 годах, Генеральным штабом 8 апреля 1941 года были даны командующим Западным и Киевским особыми военными округами директивы следующего содержания:
«Впредь до особых указаний Слуцкий, Себежский, Шепетовский, Изяславльский, Староконстантиновский, Остропольский укрепленные районы содержать в состоянии консервации.

Для использования указанных укрепленных районов в военное время подготовить и провести следующие мероприятия: — создать кадры управлений укрепрайонов; — для завершения системы артиллерийско-пулеметного огня в каждом узле обороны и опорном пункте создать площадки для деревоземляных или бутобетонных сооружений, которые необходимо будет построить в первые десять дней с начала войны силами полевых войск; — на основании проектов и технических указаний Управления оборонительного строительства Красной Армии рассчитать потребность вооружения и простейшего внутреннего оборудования; — в расчете сил, средств и планов работ учесть железобетонные сооружения, построенные в 1938—1939 гг. в Летичевском, Могилевском, Ямпольском, Новоград-Волынском, Минском, Полоцком и Мозырском укрепрайонах.

Начальнику Управления оборонительного строительства разработать и к 1.5.41 г. направить в округа технические указания по установке вооружения и простейшего внутреннего оборудования в сооружениях 1938—1939 гг.»
В отношении приведения в боевую готовность вооружений УРовских дотов и дзотов на рубежах старой государственной границы был допущен просчет во времени. Директива Генштаба требовала приведения их в боевую готовность на десятый день начала войны. Но фактически многие рубежи УРов были захвачены противником раньше этого срока.

УРы на старой государственной границе не были ликвидированы и полностью разоружены, как об этом говорится в некоторых мемуарах и исторических разработках. Они были в основном сохранены на всех важнейших участках и направлениях, и имелось в виду дополнительно их усилить. Но ход боевых действий в начале войны не позволил полностью осуществить задуманные меры и должным образом использовать старые укрепленные районы.
Относительно новых укрепленных районов наркомом обороны и Генштабом неоднократно давались указания округам об ускорении строительства. На укреплении новых границ ежедневно работало почти 140 тысяч человек.

Я позволю себе привести одну из директив Генерального штаба по этому вопросу от 14 апреля 1941 года:
«Несмотря на ряд указаний Генерального штаба Красной Армии, монтаж казематного вооружения в долговременные боевые сооружения и приведение сооружений в боевую готовность производится недопустимо медленными темпами.
Народный комиссар обороны приказал:
1. Все имеющееся в округе вооружение для укрепленных районов срочно смонтировать в боевые сооружения и последние привести в боевую готовность.
2. При отсутствии специального вооружения установить временно (с простой заделкой) в амбразурные проемы и короба пулеметы на полевых станках и, где возможно, орудия.
3. Приведение сооружений в боевую готовность производить, несмотря на отсутствие остального табельного оборудования сооружений, но при обязательной установке броневых, металлических и решетчатых дверей.
4. Организовать надлежащий уход и сохранность вооружения, установленного в сооружениях.
5. Начальнику Управления оборонительного строительства Красной Армии немедленно отправить в округа технические указания по установке временного вооружения в железобетонные сооружения.

О принятых мерах донести к 25.4.41 в Генеральный штаб Красной Армии.

пп. Начальник Генштаба Красной Армии генерал армии — Г. Жуков

верно: Начальник отдела укрепрайонов Генштаба Красной Армии генерал-майор С. Ширяев»
Линия Молотова — условное название бывшей системы укреплений, построенных Советским Союзом в 1940—1941 годах вдоль новой западной границы после того, как СССР присоединил страны Прибалтики, западные области Украины, Беларуси и Бессарабию.
Развалины этих сооружений можно найти сегодня в Литве, Польше, Белоруссии и Украине, многие из них хорошо сохранились. Современные границы несколько отличаются от границ в 1941 году, и некоторые участки этой линии не находятся в приграничных зонах и легко доступны. С другой стороны, некоторые участки проходят вдоль современных польско-украинских, польско-белорусских и литовско-российских границ, так что доступ к ним может быть ограничен по соображениям безопасности на границе.

## История
17 сентября 1939 года, с началом Второй мировой войны, Советский Союз ввёл войска на территорию Восточной Польши (современные западные области Украины и Белоруссии). Подписанный с гитлеровской Германией 28 сентября того же года Договор о дружбе и границах устанавливал западную границу СССР в целом по линии Керзона, за исключением района Белостока, где она прошла несколько западнее. Поэтому «Линия Сталина» потеряла своё значение и рубеж обороны был перемещён на 300 километров западнее, где и была построена «Линия Молотова». Это изменение границы является прямым следствием Пакта Риббентропа-Молотова, подписанного Вячеславом Молотовым, отсюда и название «Линия Молотова». Название носит неформальный характер и вошло в обиход сравнительно недавно.
Линия простиралась от Балтийского моря до Карпат. Она состояла из 13 укреплённых районов. 
| Наименование УРов        | Фронт, км | Глубина, км | Кол-во узлов обороны | Количество ДОС |
| ------------------------ | --------- | ----------- | -------------------- | -------------- |
| Тельшяйский              | 75        | 5-16        | 8                    | 366            |
| Шауляйский               | 90        | 5-16        | 6                    | 403            |
| Каунасский               | 106       | 5-16        | 10                   | 599            |
| Алитусский               | 57        | 5-16        | 5                    | 273            |
| Гродненский              | 80        | 5-6         | 9                    | 606            |
| Осовецкий                | 60        | 5-6         | 8                    | 594            |
| Замбровский              | 70        | 5-6         | 10                   | 550            |
| Брестский                | 120       | 5-6         | 10                   | 380            |
| Ковельский (Любомльский) | 80        | 5-6         | 9                    | 138            |
| Владимир-Волынский       | 60        | 5-6         | 7                    | 141            |
| Струмиловский            | 45        | 5-6         | 5                    | 180            |
| Рава-Русский             | 90        | 5-6         | 13                   | 306            |
| Перемышльский            | 120       | 4-5         | 7                    | 186            |

Каждый укреплённый район (укрепрайон, или УР) состоит из большого числа долговременных огневых точек — ДОТ (долговременных оборонительных сооружений — ДОС) — бетонных бункеров с пулемётами, противотанковыми пушками и прочей артиллерией. Бункеры построены группами для взаимной поддержки, каждая группа образовывала батальонный узел обороны, к которым были приписаны отдельные пулемётно-артиллерийские батальоны (опаб), из бойцов из которых состояли гарнизоны ДОС. Численность гарнизонов ДОТов в зависимости от типа сооружения была от 8-10 до 30-40 человек. Полевое заполнение укрепрайонов должны были обеспечивать стрелковые дивизии.
Укрепления на новой границе и по качеству, и по количеству ДОС сравнимы с лучшими оборонительными полосами Второй мировой. На 22 июня 1941 года из 5807 долговременных оборонительных сооружений, возводимых СССР вдоль западных границ в составе 13-ти укрепрайонов «Линии Молотова», завершено строительство лишь 880. Готовность укрепрайонов составляла в среднем 15-20 %.

## Оборона в июне 1941 года
В ночь на 22 июня 1941 года в соответствии с «директивой № 1» лишь часть ДОТов приграничных УРов была занята гарнизонами до начала немецкого вторжения. Они, наряду с пограничниками, первыми вступили в бой с врагом.
Но полевое заполнение УРов войсками стрелковых дивизий не было обеспечено, либо было недостаточным. В результате линия Молотова в целом не сыграла сколько-нибудь значительной роли в ходе приграничных сражений. Узлы обороны, которые успели занять советские войска, обходились и блокировались немцами в первые дни, а затем уничтожались штурмовыми группами. Однако гарнизоны ряда ДОТов героически сражались в окружении, не желая сдаваться в плен, некоторые до недели и даже больше. Почти все бойцы и командиры таких ДОТов погибли.
Так, в районе Гродно ДОТы 68-го Гродненского укрепрайона занимали 9-й отдельный пулеметный батальон в районе Сопоцкино и 10-й отдельный пулеметный батальон в районе Липска, которые сражались в окружении до 26 июня 1941 года. Остаткам батальонов удалось вырваться из окружения. В донесении командира 28-й пехотной дивизии вермахта и других немецких документах говорится: 

На участке укреплений от Солоцкино и севернее... речь идет прежде всего о противнике, который твердо решил держаться любой ценой и выполнил это. Наступление по действующим в настоящее время основным принципам не давало здесь успеха... Только с помощью мощных подрывных средств можно было уничтожить один ДОТ за другим... Для захвата многочисленных сооружений средств дивизии было недостаточно... Русские защищаются в оборонительных сооружениях умело и искусно, неожиданно открывают огонь, нередко переходят в контратаки, дерутся врукопашную, осаждавшим приходилось неоднократно отражать многочисленные и внезапные вылазки русских... солдаты же, прорвавшиеся из ДОТов на открытую местность, и там оказывали упорное сопротивление. Даже в ДОТе недостаточно взорвать одну амбразуру или выход из сооружения. Приходилось вести борьбу за каждое помещение, так как, как правило, удавалось захватить лишь тех солдат, которые находились в данном подорванном отсеке... Гарнизоны укрывались при атаке в нижних этажах. Там их невозможно было захватить... Как только штурмовые группы откатывались, противник снова оживал и занимал амбразуры, насколько они были еще невредимы... Защитники долговременных оборонительных сооружений сражались упорно и ожесточенно. Они боролись в большинстве случаев до последнего человека... В одном укреплении сражался последний оставшийся в живых человек. Он стрелял даже тогда, когда ДОТ взорвали. Этот защитник убил двух немецких унтер-офицеров, когда они попытались после взрыва войти в бункер. Раненый офицер взорвал себя, положив на грудь гранату и спустив чеку, после того как он не мог уже больше стрелять... Русские в укреплениях борются исключительно ожесточенно. Даже тяжело раненный, умирающий русский, который стонет в агонии на земле, продолжает борьбу. Поэтому необходимо каждого обнаруженного в ДОТе раненного или убитого многими выстрелами из пистолета делать совершенно не опасными для наших войск.

Длительные бои в окружении вели бойцы 17-го артиллерийско-пулеметного батальона 62-го Брестского УРа, занимавшего ДОТы в районе местечка Семятичи. К 28 июня из всех этих сооружений уцелел лишь ДОТ «Орел» лейтенанта И.И. Федорова в районе села Анусин. Гарнизон этого ДОТа сражался в течение семи дней, пока не были израсходованы все боеприпасы. Все защитники ДОТа погибли. 
22 и 23 июня 1941 года до последнего патрона вёл бой с врагом гарнизон ДОТа пулемётного батальона Владимиро-Волынского укреплённого района вблизи села Тростянка. Им командовал лейтенант С. Г. Гуденко, получивший звание Героя Советского Союза за героизм и мужество, проявленные в боях у озера Хасан. Он погиб в этом бою. Как сообщили местные жители, немецкий майор, когда извлекли останки погибших из ДОТа, снял звезду Героя с груди Гуденко и приказал похоронить его с воинскими почестями, что и было сделано. 

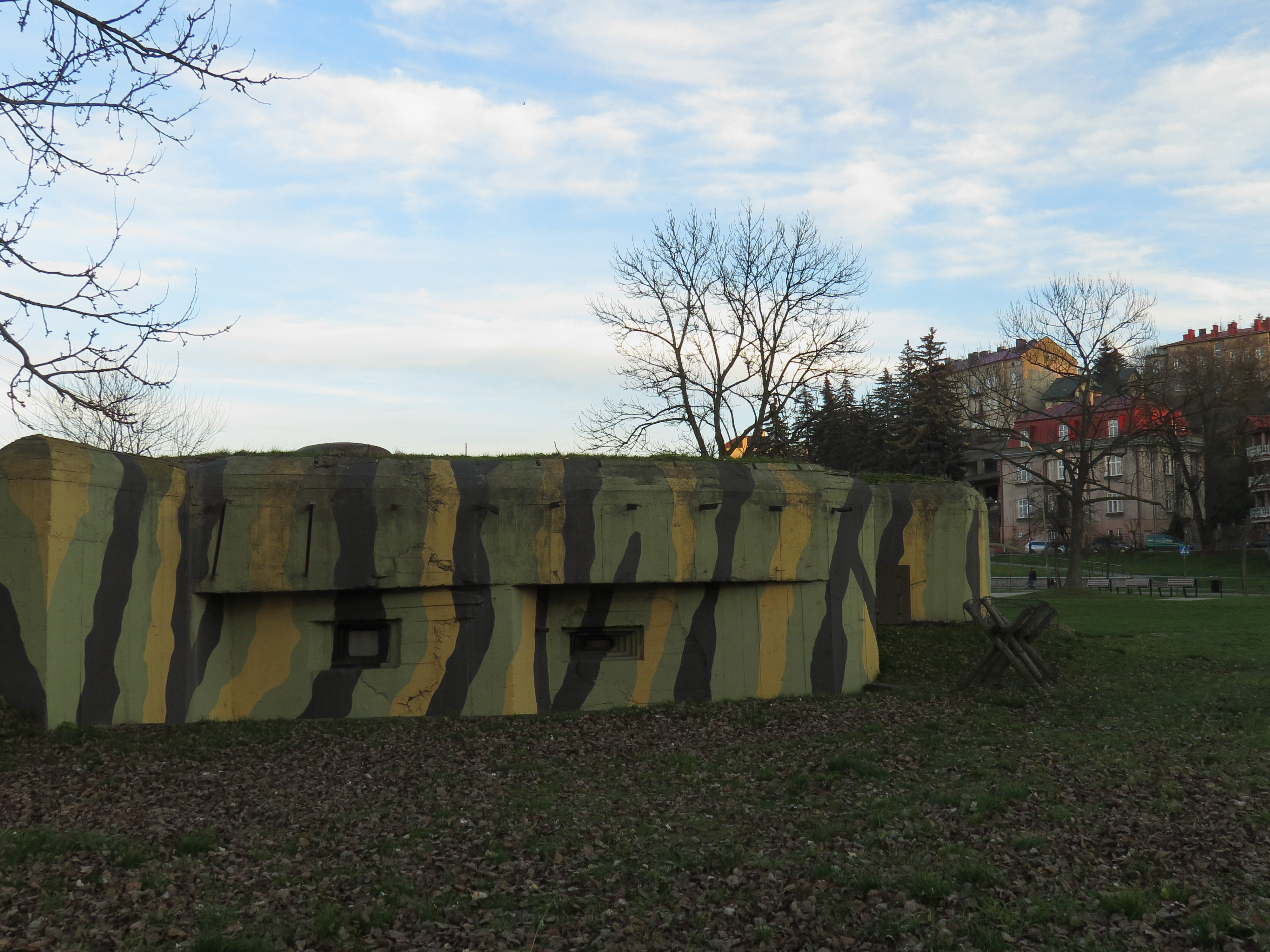
ДОТ младшего лейтенанта Чаплина в Перемышле

В боевых действиях под Перемышлем принимали участие ДОТы 8-го Перемышльского укрепрайона. Так, гарнизон дота под командованием младшего лейтенанта Чаплина прямой наводкой взорвал большое нефтехранилище, а затем уничтожил подвижной состав товарного поезда. Немцы несколько раз пытались перейти через железнодорожный мост через реку Сан, но ДОТ Чаплина долгое время сдерживал их натиск. На ДОТе и около него разорвалось около 500 немецких снарядов, но огневая точка оказалась невредимой. Когда 99-я стрелковая дивизия, контратаковав, на время выбила немцев из Перемышля, ДОТ Чаплина пополнил сооружение боеприпасами и продолжал сражаться. Гарнизон Чаплина держался до 30 июня, когда ДОТ был выведен из строя при помощи тяжелой артиллерии. Часть защитников погибла под развалинами, а оставшиеся после обстрела в живых были сожжены заживо немецкой штурмовой группой с огнемётами. Теперь этот ДОТ, расположенный в настоящее время на территории Польши, известен как Кaponiera 8813, в нем открыт частный музей, рассказывающий о героической обороне Перемышля в 1941 году.

## Иллюстрации

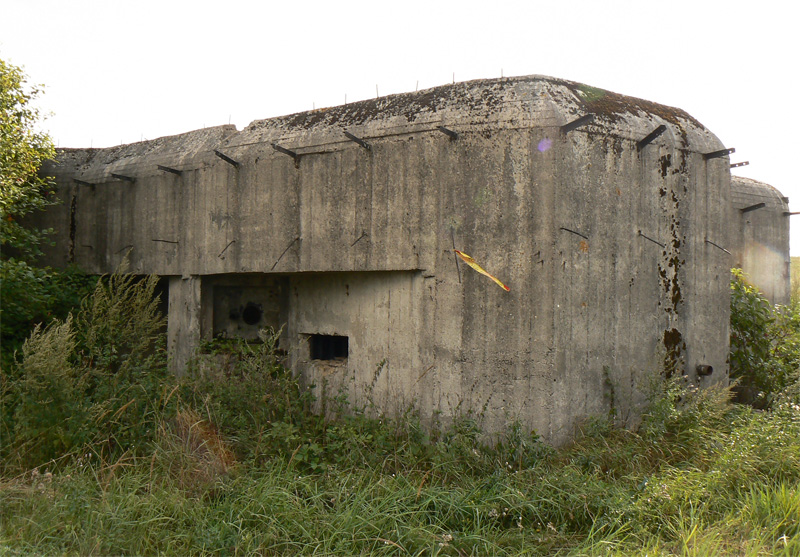
ДОТ линии Молотова в деревне Рудайчяй[лит.] (Литва)
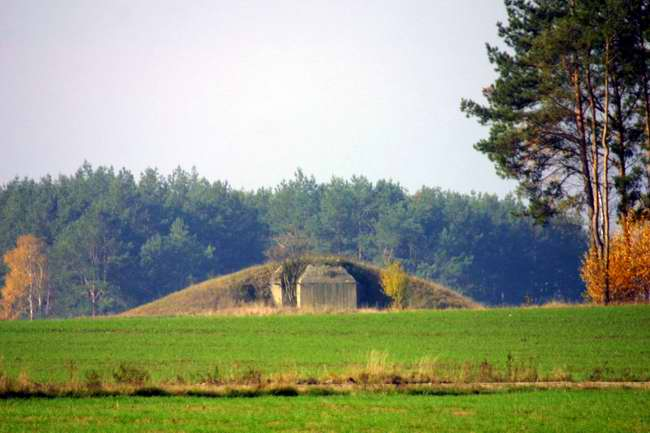
ДОТ линии Молотова, современная Польша (вблизи деревни Просиница[англ.]
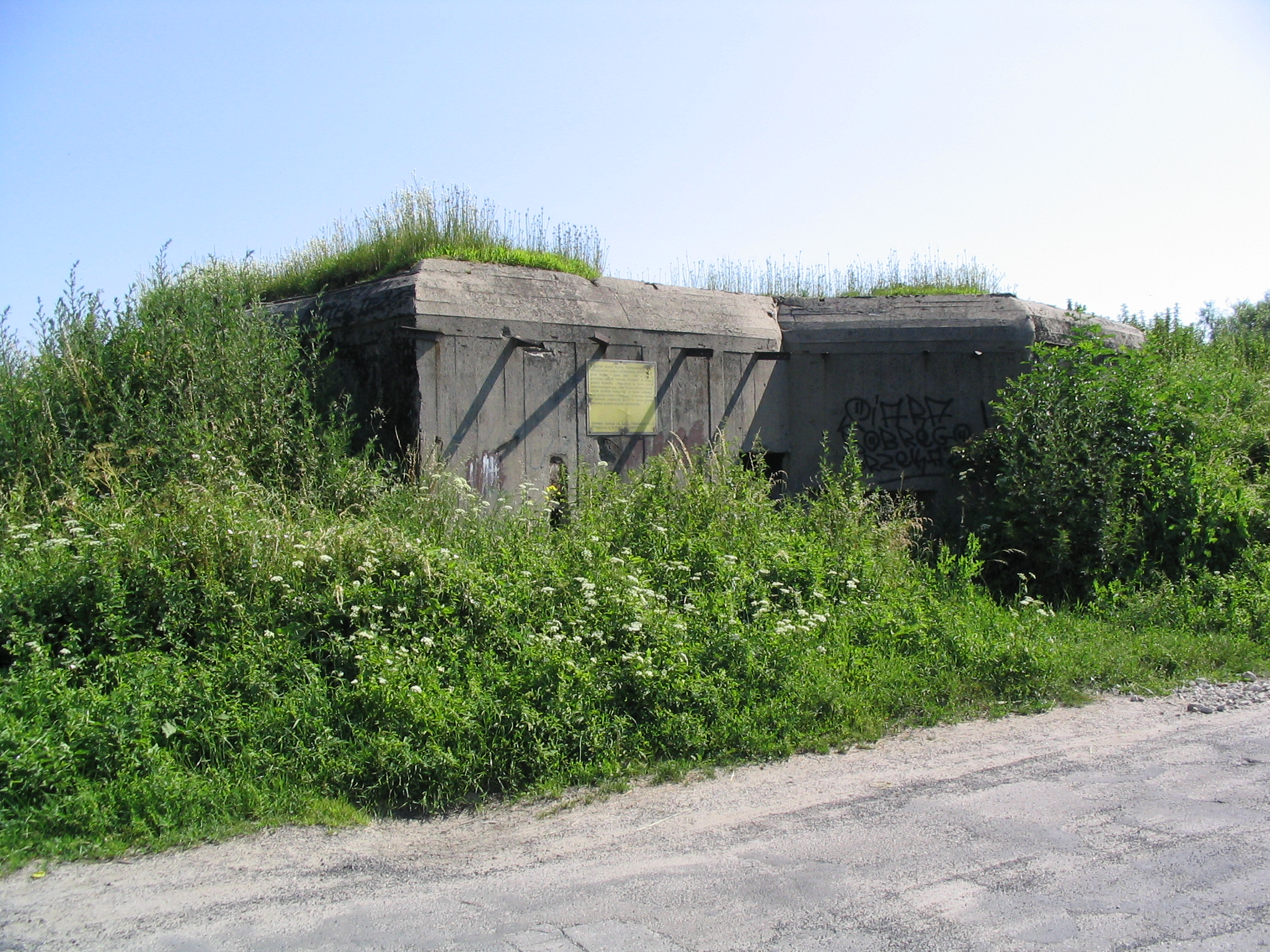
Остатки ДОТа из линии Молотова в городе Пшемысль (Перемышль) на ул. Пшекопана, современная Польша
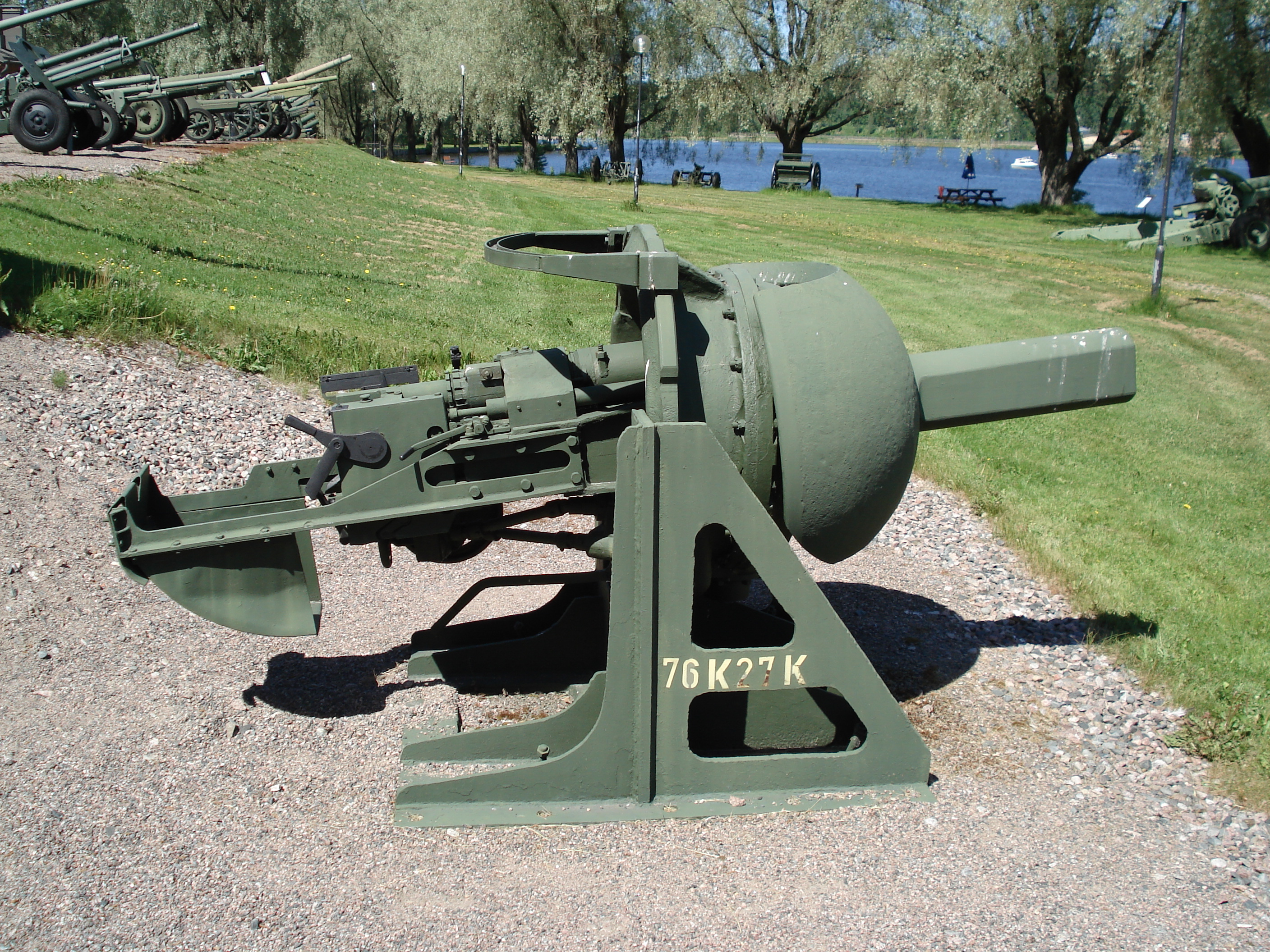
Казематная пушка Л-17, использовавшаяся на линии Молотова
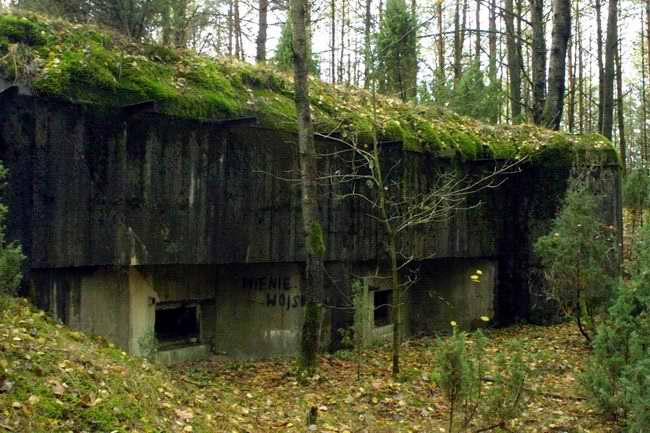
Амбразура ДОТа линии Молотова
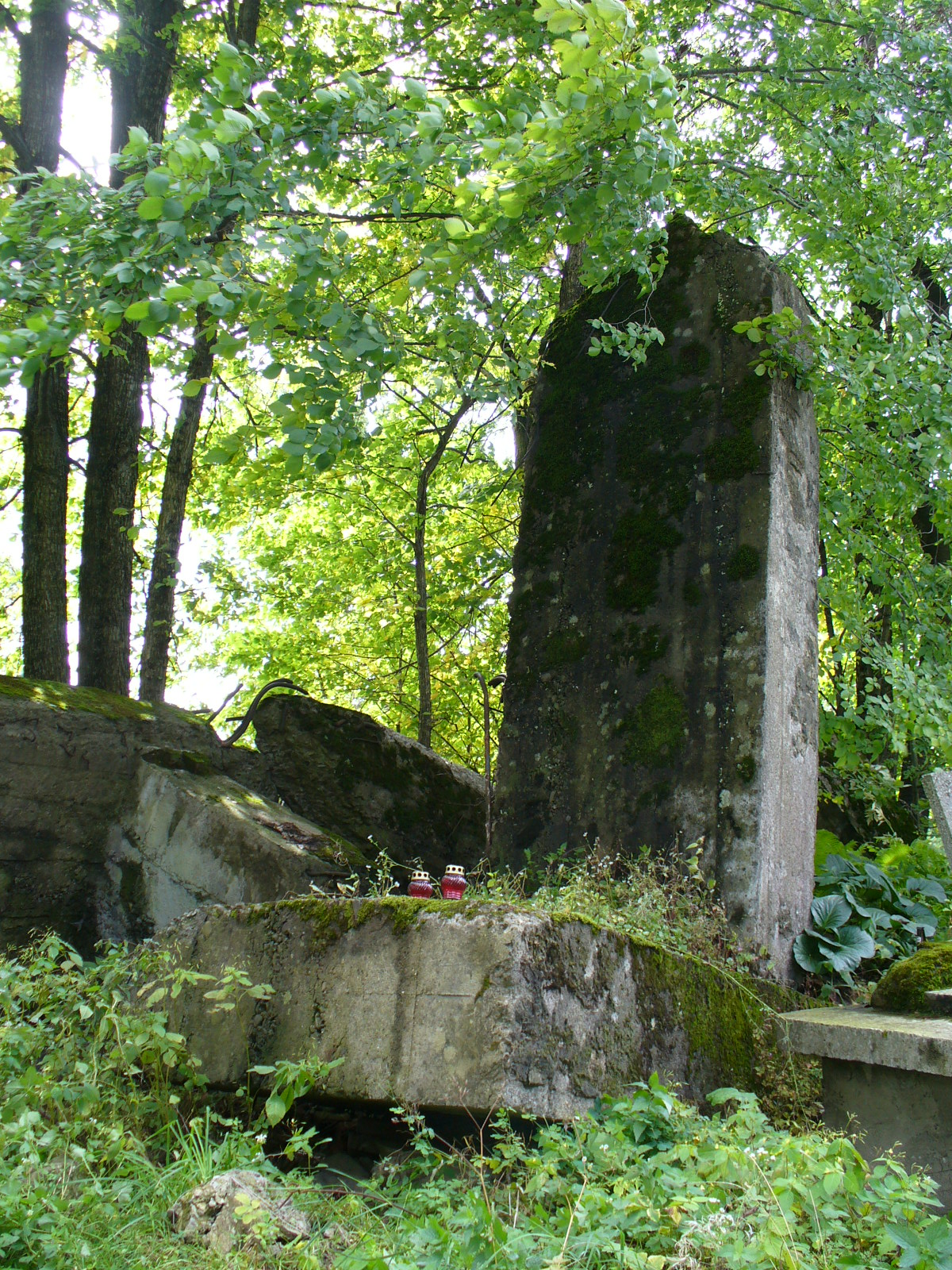
Развалины ДОТа линии Молотова